# Navia affinis
Espèce
Classification phylogénétique
Navia affinis est une espèce de plante de la famille des Bromeliaceae.

## Distribution
L'espèce se rencontre dans l'État d'Amazonas au Venezuela et au Brésil.